# ایگوتئیزم
ایگوتئیزم (به انگلیسی: Egotheism) یا نفس‌خداباوری به معنی خود را به خدایی انگاشتن است، یا این دیدگاه که اندیشه خدا چیزی بیش از پیش‌پندار یا مفهوم‌آفرینی‌ از خویش نیست. موضع آخر غیرممکن‌بودن وحی الهی را پیش‌فرض قرار می‌دهد. ایگوتئیزم، اعتبار ایمان و بیشتر سنن خداباورانه به جز دئیسم را انکار می‌کند.
دین شیطان‌پرستی به طور واضحی خودایزدانگاری را می‌آموزد. نسخه‌ای از ایگوتئیزم در فرقه پاگان آنتینوس وجود دارد، جایی که تحت عنوان هوموتیئوسس (به انگلیسی: Homotheosis) شناخته می‌شود.